# 리바디아
리바디아(그리스어: Λιβαδειά)는 그리스 중부에 위치한 도시로, 중앙그리스 주에 속하는 현인 보이오티아 현의 현청 소재지이며 면적은 698.8km2, 높이는 200m, 인구는 33,152명(2001년 기준), 인구 밀도는 47명/km2이다. 아테네에서 북서쪽으로 130km 정도 떨어진 곳에 위치하며 산악 지대에 둘러싸여 있다.